# Hugh Childers

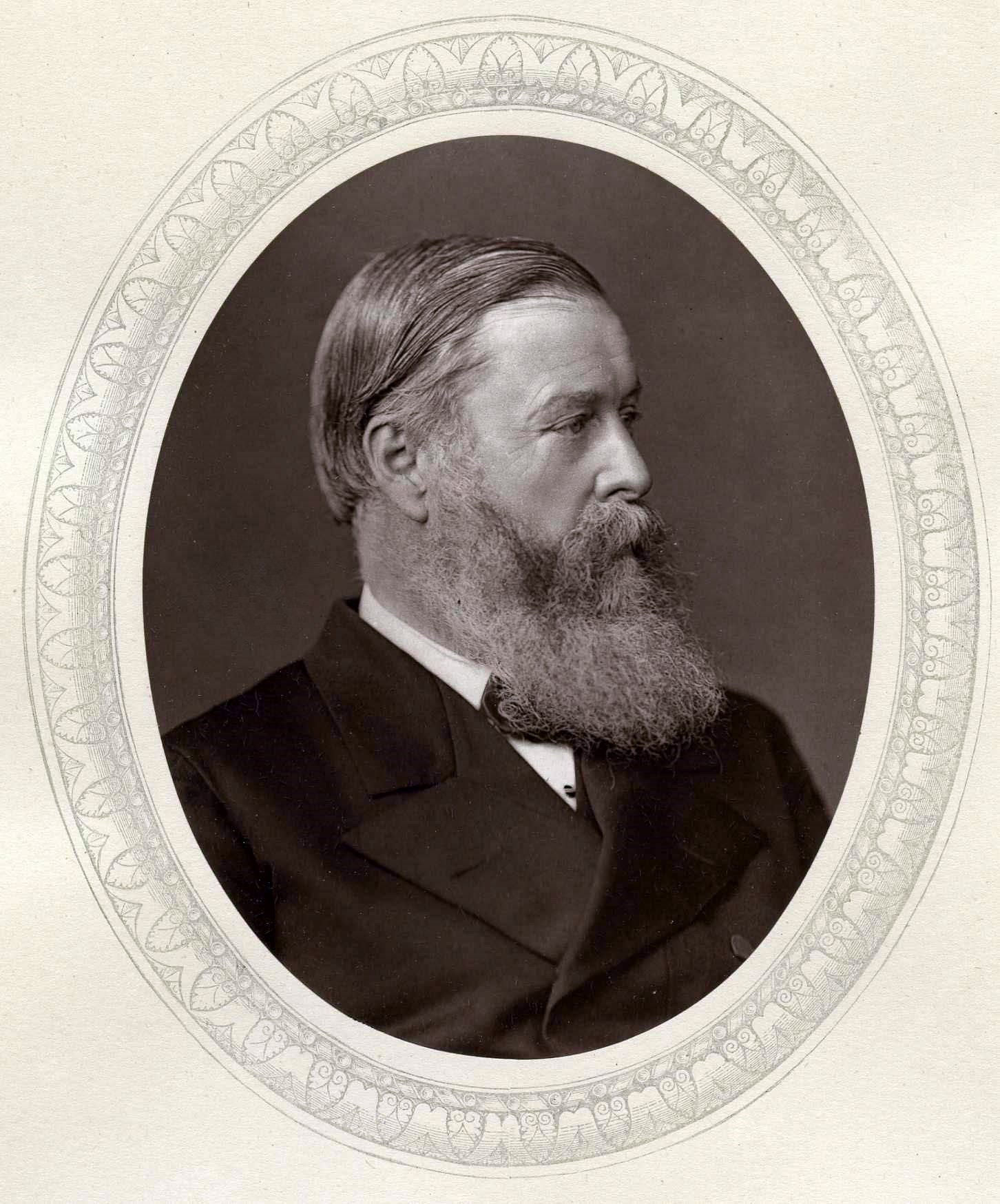
Hugh Childers

Hugh Culling Eardley Childers PC (* 25. Juni 1827 in London; † 29. Januar 1896 ebenda) war ein britischer Politiker.

## Leben
Childers wurde 1827 als Sohn von Eardley Childers und dessen Ehefrau Maria Charlotte in London geboren. Er besuchte die Cheam School. 1845 wechselte er an das Wadham College der Universität Oxford und 1847 an das Trinity College der Universität Cambridge. Childers erwarb 1850 einen Bachelorabschluss. Am 28. Mai desselben Jahres ging er die Ehe mit Emily Walker ein. Zusammen zeugten sie sechs Kinder, vier Söhne und zwei Töchter. Am 26. Oktober traf das Ehepaar im kolonialen Australien ein. Childers fügte sich in die hohe Gesellschaft ein und wurde 1851 zum Inspektor für Konfessionsschulen ernannt; im folgenden Jahr für staatliche Schulen. 1852 regte er die Einrichtung einer zweiten Universität in Victoria an, woraus die Universität Melbourne hervorging, deren erster Vize-Kanzler Childers war. Im folgenden Jahr fungierte er als Direktor der Melbourne, Mount Alexander and Murray River Railway Company. 1857 erhielt er seinen Masterabschluss und kehrte im Juli des folgenden Jahres nach England zurück. Im selben Jahr wurde Childers in die Royal Geographical Society und 1873 in die Royal Society aufgenommen. Seit 1859 war Childers Mitglied des Lincoln’s Inn und wurde 1868 in das Privy Council erhoben. Er verstarb 1896.

## Politischer Werdegang
Nach Gründung der Kolonie Victoria wurde Childers dort als Auditor General eingesetzt und war Mitglied des Victorian Legislative Council. Childers wirkte bei der Ausarbeitung der ersten Verfassung Victorias 1853 mit. Mit der Einführung des Victorian Legislative Assembly im Jahre 1856 wurde Childers als Vertreter des Wahlkreises Portland in das neugeschaffene Parlament gewählt. Er war als Kommissar für Handel und Zölle eingesetzt.
Nach seiner Rückkehr errang Childers 1860 für die Liberal Party das Unterhausmandat des Wahlkreises Pontefract. Von 1864 bis 1866 war er als Lord Commissioner of the Admiralty eingesetzt und bekleidete 1865 und 1866 die Position des Staatssekretärs für Finanzen. Als Nachfolger von Henry Thomas Lowry-Corry wurde Childers 1868 als Erster Lord der Admiralität eingesetzt und bekleidete diesen Posten bis 1871. In dieser Funktion unterstützte er unter anderem den Bau der HMS Captain, die, mit seinem Sohn an Bord, auf ihrer ersten Ausfahrt im September 1870 sank.
1872 und 1873 war Childers Chancellor of the Duchy of Lancaster. Zwischen 1880 und 1882 war Childers als Kriegsminister eingesetzt und nahm anschließend die Position des Schatzkanzlers an, die er bis 1885 ausfüllte. Im Vorfeld der Unterhauswahlen 1885 wurde die Wahlkreisstruktur überarbeitet. Childers Wahlkreis Pontefract, dessen Mandat er seit 1860 bei sämtlichen Wahlen verteidigt hatte, sollte in Zukunft nur noch einen Abgeordneten entsenden. Am Wahltag unterlag Childers dem konservativen Kontrahenten Rowland Winn mit einer Differenz von nur 36 Stimmen und schied in der Folge aus dem britischen Unterhaus aus.
Nach dem Ableben des Liberalen Unterhausabgeordneten George Harrison im Dezember 1885, wurden in dessen Wahlkreis Edinburgh South am 29. Januar 1886 Nachwahlen abgehalten. Zu diesen trat Childers gegen den Konservativen Walter George Hepburne-Scott an. Er gewann das Mandat deutlich und nahm im Parlament die Position des Home Secretary an. Bei den folgenden Unterhauswahlen 1886 verteidigte Childers sein Mandat. Zu den Unterhauswahlen 1892 trat er nicht mehr an. Sein Parteikollege Herbert Woodfield Paul hielt das Mandat von Edinburgh South.

## Biographien
- Edmund Spencer Eardley Childers: The life and correspondence of the Right Hon. Hugh C. E. Childers, 1827–1896. J. Murray, London 1901.
- Edward Sweetman: The educational activities in Victoria of the Rt. Hon. H. C. E. Childers. Melbourne University Press, Melbourne 1940.